# 백 돔 보이즈
백 돔 보이즈(Back Dorm Boys)는 2005년 백스트리트 보이스 및 기타 팝스타들의 노래에 대한 립싱크 비디오로 명성을 얻은 중국 듀오였다. 대학 기숙사에서 저화질 웹캠으로 촬영한 그들의 비디오는 중국과 전 세계 인터넷 사용자들이 시청했다. 이들의 동영상 중 상당수는 유튜브에서 볼 수 있어 유튜브의 명성을 얻었다. 웨이웨이(중국어 간체: 韦炜, 정체: 韋煒, 병음: Wéi Wěi)와 황이신(중국어 간체: 黄艺馨, 정체: 黃藝馨, 병음: Huáng Yìxīn)은 광저우 아카데미에서 조각을 전공했다.
백 돔 보이즈가 관리하지 않고 대작가가 작성한 블로거 (서비스)의 주목할만한 블로그인 도미터리 보이즈(Dormitory Boys)는 팬들에게 립싱크해야 할 노래를 추천해 달라고 요청했다. 2006년 1월, 2005년 12월 접수된 요청 427건 중 선정된 노래를 대상으로 설문 조사를 실시했다. 블랙 아이드 피스의 노래 "My Humps"가 여론 조사에서 승리했지만 백 돔 보이즈는 대신 블랙 아이드 피스의 "Don't Lie" 노래에 립싱크를 하여 유튜브와 호스트 국가에서 큰 히트를 쳤다.
백 돔 보이즈는 중국 시트콤 드라마 논스톱과 코미디 영화 십전구미(十全九美, 2008)를 포함하여 다양한 드라마와 영화를 제작하고 주연을 맡았다.